# 小亞瑟·史列辛格
小亞瑟·梅爾·史列辛格（英語：Arthur Meier Schlesinger Jr.，1917年10月15日—2007年2月28日）是一位美國的歷史學家及社會評論家，致力於探討美國政治人物諸如小羅斯福、約翰·甘迺迪與羅伯特·弗朗西斯·甘迺迪的自由主義政策。因為獲得了普立茲獎，史列辛格於1961至1963年間擔任甘迺迪總統的特別助理及御用歷史學者。他詳細地記錄了甘迺迪任職期間所發生的事，並名之為《一千個日子》。
1968年，史列辛格幫羅伯特·弗朗西斯·甘迺迪參議員助選，直至羅伯特·甘迺迪於洛杉磯遭人暗殺為止。幾年後，他為羅伯特·甘迺迪立傳。
尼克森總統任職期間，他出版《帝王總統》一書，使這個詞廣為流傳。他也是哈里·S·杜鲁门的死忠支持者。
| “ | 如果我們要生存，則我們當具備想法、視野，以及勇氣。這不能單靠一個委員會就能成功的。所有必要的智慧及道德是由每個人內心的良知及本心互相衝突所開始的。 | „ |
|   | |   |

## 早年生活和事業
史列辛格生於俄亥俄州的首府哥倫布市，他的父親是任教於俄亥俄大學及哈佛大學的著名歷史學者亞瑟·史列辛格一世。他後來進入了新罕布夏州的菲利普斯埃克塞特學院，並於20歲時以優等生身份從哈佛大學獲得了第一個學位。1940年，也就是他23歲的時候，他獲得了三年份的哈佛大學獎學金；但隨著美國參與第二次世界大戰，這筆錢也跟著中斷了。

## 1960年之前的政治活動
1947年，史列辛格与前第一夫人埃莉诺·罗斯福、明尼阿波利斯市长和未来的参议员兼副总统休伯特·汉弗莱、经济学家和老朋友约翰·加尔布雷斯以及新教神学家雷茵霍尔德·尼布尔一起创立了美国民主行动组织。 史列辛格从1953年到1954年担任ADA的全国主席。
在哈里·S·杜鲁门总统宣布他不会在1952年的总统选举中竞选第二个完整任期后，史列辛格成为伊利诺伊州州长阿德莱·史蒂文森二世的主要演讲撰稿人和热心支持者。 在1956年的选举中，史列辛格和30岁的罗伯特·肯尼迪再次为史蒂文森的竞选团队工作。史列辛格支持提名马萨诸塞州参议员约翰·肯尼迪为史蒂文森的副总统竞选伙伴，但在民主党全国代表大会上，肯尼迪在副总统投票中名列第二，输给了田纳西州的参议员埃斯蒂斯·凯福弗。

## 後期生涯
史列辛格于1966年重返纽约市立大学研究生中心，担任阿尔贝特·施韦泽人文学科教授。1994年退休后，他作为名誉教授一直是研究生中心社区的活跃成员，直至去世。

## 作品
《美國歷史的循環》

## 觀點
史列辛格在1982年訪問莫斯科後，宣稱「那些以為苏联在經濟上和社會上正處於崩潰邊緣，只需輕力一推就會倒下的美國人，......只不過是自己在騙自己。」9年後，蘇聯解體。